# Épipode et Alexandre de Lyon
Saints Alexandre et Épipode sont des saints de la tradition catholique lyonnaise. Ils auraient été martyrisés à Lyon en 178, un an après le groupe des martyrs de Lyon. Ils sont reconnus saints par l'Église catholique et par l'Église orthodoxe.

## Tradition hagiographique
Alexandre, d'origine grecque, et Épipode, natif de Lugdunum, sont deux jeunes hommes nés au milieu du IIe siècle et habitant Lyon. Amis, ayant suivi les mêmes études et professant tous deux la religion chrétienne, ils échappent à la persécution contre les chrétiens de 177, pendant laquelle périssent entre autres sainte Blandine et l'évêque Pothin, en se cachant à l'extérieur de la ville, dans la maison d'une veuve chrétienne prénommée Lucie dans le faubourg de Vaise.
Il y restèrent quelques mois mais, dénoncés, ils furent arrêtés alors qu'ils tentaient de s'enfuir. Lors de l'arrestation, Épipode aurait perdu un soulier que la veuve conserva. Jetés en prison puis interrogés et torturés par le gouverneur romain, ils refusent d'abjurer leur foi et sont condamnés à mort. Épipode est décapité alors qu'Alexandre est crucifié deux jours plus tard.
Selon certaines sources, trente-quatre autres chrétiens sont exécutés avec eux.

## Culte et miracle

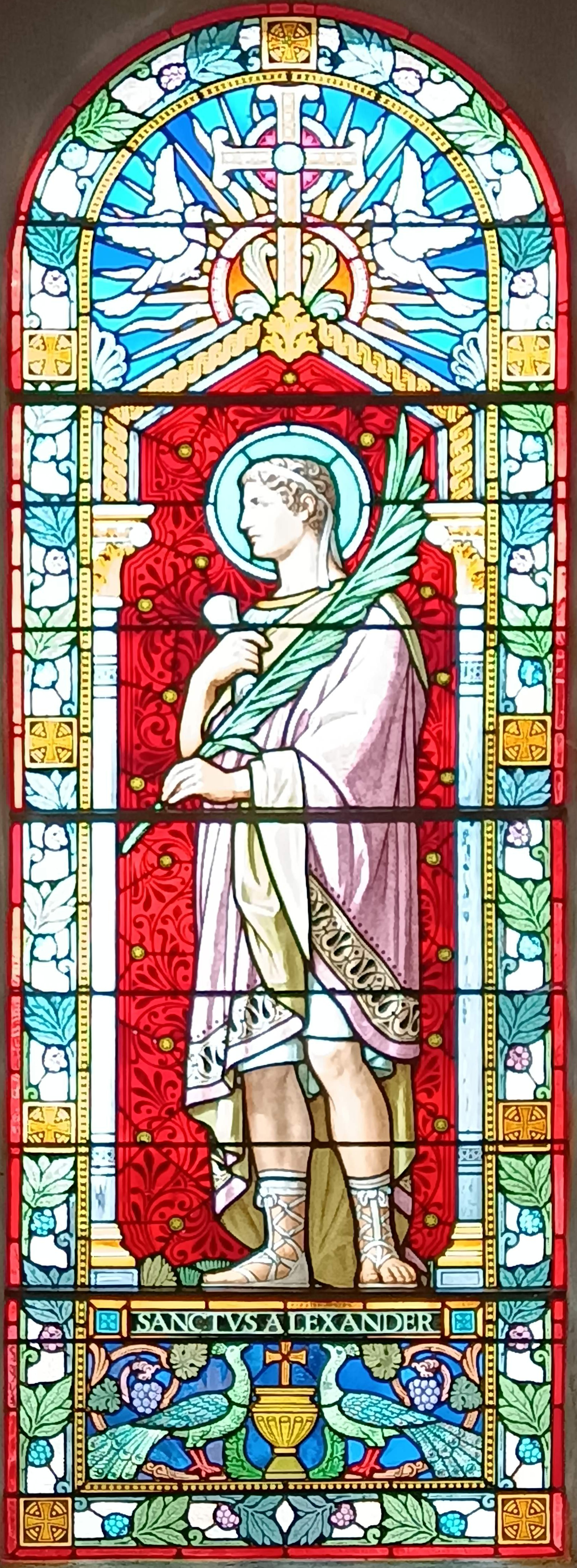
Saint Alexandre, vitrail de l'église Saint Irénée.

Après leur mort, d'autres chrétiens récupèrent secrètement les corps d'Épipode et d'Alexandre et les cachent dans une petite grotte non loin de Lyon. Dès la fin de l'Antiquité des récits de miracles prêtent à ces deux saints des guérisons qui font de la grotte un lieu de pèlerinage.
Probablement vers la fin de l'Antiquité, lorsque le christianisme est autorisé, les corps de ces deux saints sont transférés à côté du corps de saint Irénée. L'évêque Patient construit à cet emplacement l'église Saint-Irénée au Ve siècle. Les trois corps sont enterrés dans la crypte de cette basilique. Grégoire de Tours dans ses Sept livres des miracles évoque ces trois tombeaux, en situant Épipode et Alexandre de part et d'autre d'Irénée. Il écrit également que « la poussière de leurs tombeaux, si on la recueille avec soin, soulage aussitôt ceux qui souffrent ».
En 1409, une contestation entre l'église Saint-Just et l'église Saint-Irénée éclate sur la propriété et la localisation des corps d'Irénée, d'Épipode et d'Alexandre, le chapitre de chacune des églises prétendant l'avoir chez lui. L'archevêque de Lyon, Philippe de Thurey et son frère Pierre, cardinal et légat apostolique, furent chargés par le pape Alexandre V d'enquêter et on retrouva sous l'autel principal de la crypte de Saint-Irénée les corps d'Irénée avec à sa droite Épipode et à sa gauche Alexandre.
Les corps sont détruits en grande partie lors de l'occupation de la ville par les protestants en 1562. Il n'en resta que quelques ossements d'Épipode, perdus lors de la Révolution, et la main gauche d'Alexandre.
Une chapelle Saint-Épipode (aussi nommée Saint-Épipoy) existait du côté de Pierre-Scize. Le chapitre de la cathédrale y allait chanter les vêpres de la fête du martyr. Une récluserie à cet endroit portait également le nom de Saint-Épipode. L'église Saint-Paul possède une statue contemporaine (1931) d'Épipode.
Saint Épipode est fêté le 22 avril par les Églises catholique et orthodoxe et saint Alexandre le 24 avril. Les deux sont fêtés ensemble le 22 avril dans le diocèse de Lyon

## Sources
La Passion d'Épipode et Alexandre a été écrite dans les Actes des saints Épipode et Alexandre, rédigés au Ve siècle par un auteur anonyme. Le récit, attribué par le passé à l'évêque de Lyon Eucher, est plus probablement l'œuvre de Fauste de Riez (462-485). 
Les deux martyrs sont également cités dans le Martyrologe hiéronymien et dans ceux d'Adon de Vienne et de Florus de Lyon. 
Saint Eucher leur consacre une homélie.
L'Histoire littéraire de la France consacre un chapitre à l'auteur anonyme de leurs Actes.

## Histoire et archéologie
Amable Audin et Charles Perrat (1956) émirent des doutes sur l'origine des deux martyrs : 
- le nom d’Épipode (ou Epipoy) serait en fait une mégraphie issue de la mauvaise lecture d’un texte ancien ;
- les reliques d'Alexandre seraient d'origine orientale et aurait été l'objet d'une réappropriation par l'Église locale.

Dès la deuxième moitié du Ve siècle, dans l'ensemble de la Gaule, les évêques promeuvent les saints et les martyrs régionaux afin de renforcer l’unité de leurs cités. En l’absence de reliques des martyrs locaux de 177, l'invention et/ou la réappropriation de reliques d'origine orientales (probablement à l'époque de l'évêque Patiens à Lyon) donnèrent vraisemblablement naissance à la tradition hagiographique lyonnaise d'Alexandre et Épipode.
L’homélie 55 de la collection d’Eusebius Gallicanus atteste du culte martyrial et de la « distribution de la poussière »" des saints aux fidèles et donc d'un lieu spécialement consacré à cet usage (après 470). Reprenant le thème du culte caché par peur des païens, le récit de la Passion d'Alexandre et Epipoy fait effectivement mention à une grotte obscure, dissimulée par les buissons et les ronces au fond d'un vallon, qui aurait initialement abrité les reliques. Cependant, il est plus vraisemblable que ce fut une ancienne crypte antique qui fut le lieu des premières dévotions aux saints "locaux" : un culte "privé" confidentiel resté aux mains de la notabilité jusqu'à la seconde moitié du Ve siècle. La transition vers un culte public contrôlé par les évêques conduit au siècle suivant à l'édification d'une basilique sur l'emplacement de l'ancien lieu de culte aux deux saints.  
À la fin du VIe siècle, Grégoire de Tour décrit la crypte de la basilique Saint-Jean : les sépultures des deux martyrs reposant de part et d'autre de l'autel souterrain constitué par la tombe de saint Irénée. Même s'il est possible que le bâtiment supérieur (dédicacée par l'archevêque de Vienne Avit au début du VIe siècle, apparemment sous le vocable de Saint-Jean-Baptiste) ait été destiné initialement à Alexandre et Épipode, il est plus probable que la basilique elle-même fut construite pour le culte des reliques de saint Irénée au côté desquelles apparaissaient les tombes des deux saints.
Un martyrologe du IXe siècle rapporte que les deux sépultures se trouvaient toujours de chaque côté de l'autel de la basilique à cette période. La présence de cet autel inférieur indique la pratique d'une célébration eucharistique "sur" les tombes des martyrs qui, interdite par le deuxième concile de Braga, resta associée au culte des saints en Occident : l'ingestion des cendres ou de la terre ayant été en contact avec les dépouilles des martyrs.

#### Édition des sources
- Actes des saints Épipode et Alexandre in Ruinart Thierry, Drouet de Maupertuy Jean-Baptiste (traduction), Acta primorum martyrum sincera et selecta, 1689 (réédition de 1818 sur Google books)
- Eucher de Lyon, De sanctis martyribus Ephipodio et Alexandro, Homilia in Migne Jacques-Paul, Patrologie latine, tome L, col. 861, Paris, 1865 ()